# Piczkiriajewo (stacja kolejowa)
Piczkiriajewo (ros. Пичкиряево) – stacja kolejowa w miejscowości Piczkiriajewo, w rejonie sasowskim, w obwodzie riazańskim, w Rosji. Położona jest na linii Moskwa – Riazań – Samara, na której jest pierwszą stacją zarządzaną przez Kolej Kujbyszewską.

## Historia
Stacja powstała w XIX w. pomiędzy stacjami Kustariowka i Zubowa Polana.